# Thysanoplusia aurifera
Thysanoplusia aurifera là một loài bướm đêm trong họ Noctuidae.